# Doerflervilla

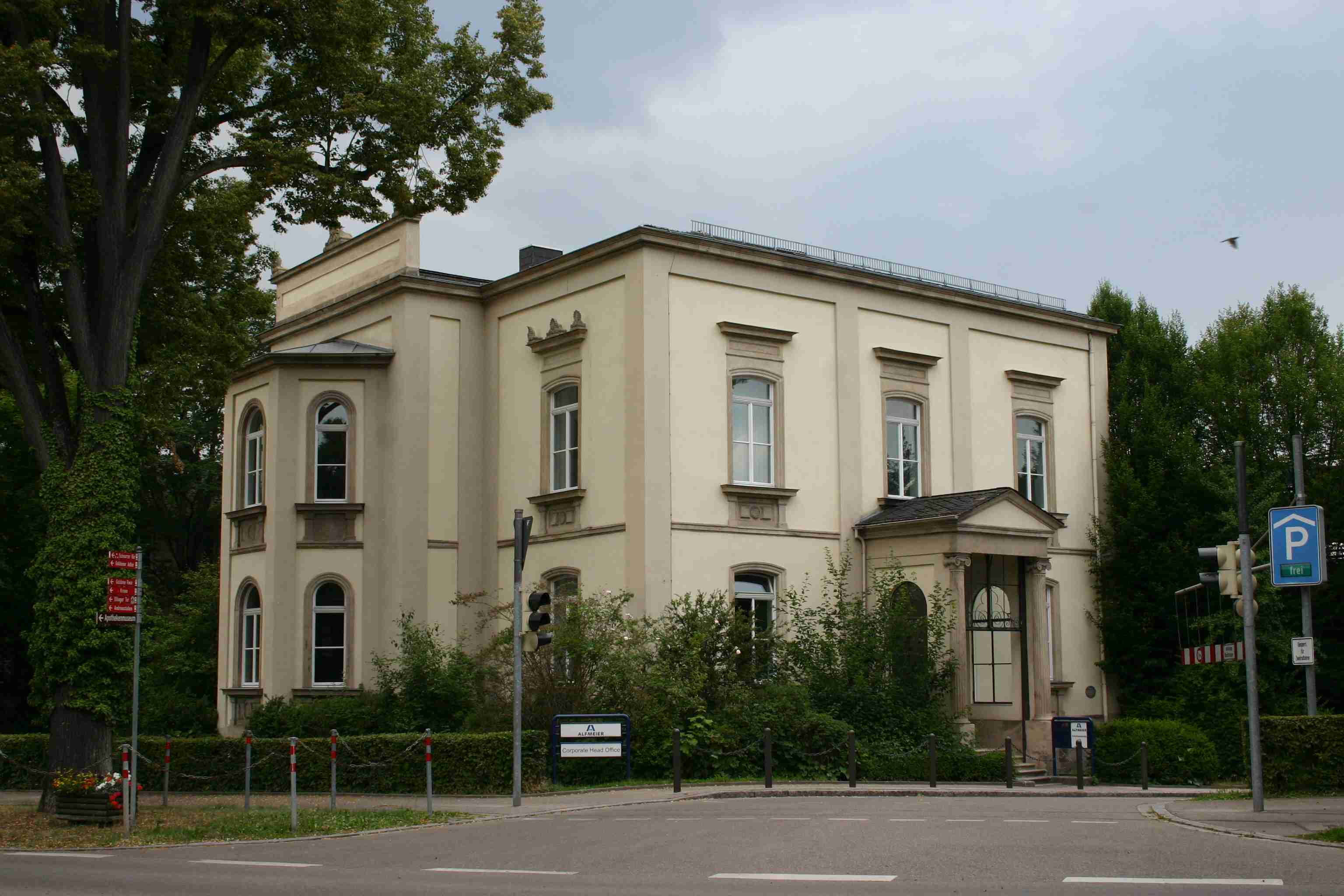
Doerflervilla vom Dr.-Martin-Luther-Platz aus gesehen, im Juni 2011

Die Doerflervilla steht in Weißenburg in Bayern, einer Großen Kreisstadt im mittelfränkischen Landkreis Weißenburg-Gunzenhausen. Das Gebäude ist unter der Denkmalnummer D-5-77-177-427 als Baudenkmal in die Bayerische Denkmalliste eingetragen.

## Geographische Lage
Die Villa mit der postalischen Adresse Schulhausstraße 10 befindet sich in direkter Nachbarschaft zur Zentralschule, gegenüber der Stadtbefestigung außerhalb der denkmalgeschützten Altstadt Weißenburgs, unweit der Einmündung des Dr.-Martin-Luther-Platzes und der Rosenstraße in die Schulhausstraße auf einer Höhe von 426 Metern über NHN.
Hinter dem Gebäude befindet sich ein Parkhaus, wofür ein später errichteter Anbau der Villa abgetragen wurde.

## Geschichte und Baubeschreibung
Die klassizistische Anlage wurde 1872 von Wilhelm Troeltsch nach Entwürfen von Eugen Waidenschlager als blockhafter Walmdachbau errichtet. Auf der Südseite befindet sich ein Mittelrisalit mit polygonalem Vorbau und hoher Attika. Der Eingang an der Ostseite wird von einem Portikus überdacht. Im Inneren des Gebäudes haben sich Stuckdecken sowie eine historische Heizanlage erhalten.
1904 kam das Gebäude in den Besitz der Stadt. Im Gebäude befanden sich ab da die Wohnungen des Bürgermeisters und des Chefarztes der Stadt. Die Villa wurde ab dieser Zeit nach Sanitätsrat Hans Doerfler, Chefarzt des Krankenhauses Weißenburg, benannt. 1985 beschloss die Stadt Weißenburg den Abriss des Bauwerks, was jedoch von einer Initiative des Vorsitzenden des Frankenbundes Gustav Mödl verhindert werden konnte. Anschließend wurde das Gebäude von 1988 bis 1989 renoviert.
Zur Villa gehörte ursprünglich eine Gartenanlage, die Wilhelm Tröltsch für den Bau der Zentralschule abgab.